# Neoarisemus
Neoarisemus is een muggengeslacht uit de familie van de motmuggen (Psychodidae).

## Soorten
- N. ibericus Wagner, 1977
- N. sardous Wagner & Salamanna, 1984